# Distrito de Bulqizë
El distrito de Bulqizë ( Rrethi i Bulqizës) fue uno de los 36 distritos de Albania. Tiene una población estimada de 42.985 habitantes (2006), y un área de 718 km². Está al este del país, siendo su capital Bulqizë. 